# Givisiez
Givisiez là một đô thị trong huyện Sarine thuộc bang Fribourg ở Thụy Sĩ. Tên cũ tiếng Đức là Siebenzach, nhưng nay ít được sử dụng.